# Gueorgui Danélia
Gueorgui Nikolàievitx Danélia (rus: Георгий Николаевич Данелия, georgià: გიორგი ნიკოლოზის ძე დანელია Guiorgui Nikolozis dze Danelia; 25 d'agost de 1930 – 4 d'abril de 2019), també conegut com a Giya Daneliya (georgià: გია დანელია), va ser un guionista i director de cinema soviètic. Fou nomenat Artista del Poble de l'URSS el 1989.

## Primers anys
Guiorgui Danelia va néixer a Tbilisi en una família georgiana. El seu pare Nikolai Dmitrievitx Danelia (1902–1981) era fill de camperols que es va traslladar a Moscou després de la revolució d'Octubre, va acabar a la Universitat Estatal d'Enginyeria de Ferrocarrils de Moscou i es va unir a Mosmetrostroi, on va passar la resta de la seva vida treballant com a enginyer i gerent a diferents nivells. La seva mare, Maria Ivlianovna Anjaparidze (1905–1980) pertanyia a la noble família dels Anjaparidze, coneguda des del segle xiii i reconeguda per l'Imperi Rus el 1880. Va treballar com a directora de cinema, directora de segona unitat i ajudant de direcció a Kartuli Pilmi i a Mosfilm. La seva germana (la tia de Danelia), Veriko Anjaparidze, era una popular actriu de cinema i teatre georgiana que estava casada amb Mikheil Txiaureli, un destacat director de cinema soviètic. La seva filla Sofiko Txiaureli també va ser una famosa actriu que més tard va protagonitzar la seva comèdia Ne góriui! juntament amb la seva mare.
Un any després del naixement de Danelia, la seva família es va traslladar a Moscou, on va créixer i va ingressar a l'escola primària. Quan va començar la Gran Guerra Patriòtica, ell i la seva mare es quedaven als seus parents a Tbilissi, on van passar els dos anys següents. El seu pare va ser enviat a la primera línia per construir centres subterranis de comandament i control. No va participar en batalles, però va ser guardonat amb el rang de general major per la seva feina. El 1943 la família es va reunir de nou a Moscou.

## Carrera
Danelia va començar la seva carrera interpretant papers episòdics en diverses pel·lícules dirigides pel seu oncle Mikheil Txiaureli. El 1955 es va graduar a l'Institut d'Arquitectura de Moscou i va treballar com a arquitecte durant els dos anys següents. El 1956 es van fundar els cursos de director superior a l'estudi Mosfilm i Danelia va decidir entrar-hi. El seu curs el va dirigir Mikhaïl Kalatózov, també bon amic de la seva mare. Es va graduar el 1959 i es va unir a Mosfilm el mateix any.
La seva primera pel·lícula Serioja fou coescrita i codirigida pel seu amic Igor Talankin. Es basava en la popular novel·la homònima de Vera Panova i protagonitzada per Serguei Bondartxuk i la seva esposa Irina Skobtseva en els papers principals. La pel·lícula va tenir una bona acollida i el mateix any va ser enviada al Festival Internacional de Cinema de Karlovy Vary on va ser guardonada amb el Globus de Cristall.
El 1963 Daneliya va convidar un jove talent Guennadi Xpalikov a col·laborar en la seva primera pel·lícula d'humor. En aquell moment, Xhpalikov ja havia caigut en desgràcia per escriure el guió de Zastava Ilitxa, una pel·lícula que Nikita Khrusxov va comparar amb una diversió ideològica. Per evitar la censura, Danelia va fer una visita a Vladimir Baskakov, un dels principals responsables del Comitè Estatal de Cinematografia, i li va assegurar que no tenien res complicat en ment. Després d'això, el treball es va convertir en "fàcil, ràpid i divertit". Van acabar amb una pel·lícula Ia xagaiu po Moskve inspirada en la nouvelle vague francesa, similar a Zastava Ilitxa en estil i estat d'ànim. Això va alarmar el Consell Artístic, un òrgan executiu responsable de la preproducció i la postproducció. No van veure cap punt a la pel·lícula. Danelia i Xaplikov van arribar a un episodi "significatiu" (un polidor de pis que treballa a casa d'un gran escriptor i hi critica els escriptors principiants), burlant-se del Consell en el camí i un nou gènere de "lírica (o trista) comèdia" que es va convertir en la marca comercial de Danelia.
a pel·lícula va ser protagonitzada per Nikita Mikhalkov en el seu primer paper important i es va convertir en una de les pel·lícules més característiques del desglaç de Khrusxov. Va ser àmpliament elogiada i seleccionada oficialment per al 17è Festival Internacional de Cinema de Canes 1964. No obstant això, el següent treball de Danelia Tridtsat tri, una comèdia satírica que es burlava de l'era de Khrusxov, no va ser tolerada i va quedar ràpidament prohibida als cinemes després del seu llançament inicial el 1965. Segons Danelia, tot i així es va mostrar als cinemes petits i a diversos clubs al llarg dels anys setanta, de manera que quan es va proclamar l'anomenat glasnost, va resultar que "tothom havia aconseguit veure la meva pel·lícula super-prohibida".
Daneliya va decidir tornar a les seves tristes comèdies en lloc de la sàtira directa. Els anys següents va produir un gran nombre de pel·lícules d'èxit que el van consolidar com un dels principals directors de comèdia soviètics. Entre les seves obres més famoses hi havia Afónia (1975) sobre un lampista desafortunat, Mimino (1977) sobre les aventures d'un pilot georgià a Moscou, Osseni marafon (1979) sobre un traductor vacil·lant entre la seva dona i la seva amant, i Djentlmeni udatxi (1971) on Danelia va actuar com a director creatiu i guionista.
Djentlmeni udatxi va reunir 65 milions d'espectadors l'any de llançament i es va convertir en la 12a pel·lícula soviètica més vista, mentre que Afónia va ser vista per 62,2 milions de persones, assolint el 15è lloc. Mimino va guanyar el Premi d'Or al 10è Festival Internacional de Cinema de Moscou. Osseni marafon va rebre la Conquilla d'Or a la millor pel·lícula al Festival Internacional de Cinema de Sant Sebastià 1979 així com dos premis Pasinetti a la 36a Mostra Internacional de Cinema de Venècia.
El 1976 fou membre del jurat al 26è Festival Internacional de Cinema de Berlín. El 1986 Danelia va dirigir el clàssic de culte de ciència-ficció Kin-dza-dza!.
Més recentment, va participar en el projecte d'animació Ku! Kin-dza-dza! (un remake directe del seu treball anterior Kin-dza-dza!) i va rebre el Premi Àguila Daurada per la seva carrera de l'Acadèmia Russa d'Arts Cinematogràfiques. Entre 2003 i 2015 també ha publicat una trilogia de memòries titulades "Un passatger sense bitllet", "Torrades escorregudes a les deixalles" i "El gat s'ha anat, però el somriure s'ha quedat". Estan escrits de manera típica daneliana, barrejant anècdotes còmiques amb alguns records tristos i històries vitals líriques.

## Vida personal
Danelia es va casar oficialment dues vegades. La seva primera esposa (1951–1956) va ser Irina Ginzburg, advocada, filla d'un alt càrrec soviètic Semion Ginzburg, en aquell moment viceministre d'Indústria del Petroli de la URSS. Van tenir una filla Svetlana Danelia que també es va convertir en advocada. Entre el 1957 i el 1984, Danelia va viure en una unió civil amb una aclamada actriu russa Liúbov Sergeievna Sokolova que va aparèixer en diverses de les seves pel·lícules. Van tenir un fill Nikolai Sokolov-Danelia (1959–1985), director de cinema i poeta que va morir als 26 anys després d'un "accident". Alguns van dir que havia estat sobredosi. Poc abans de la seva mort, Danelia va deixar la família per Galina Ivanovna Iurkova (nascuda el 1944), directora de cinema i col·laboradora habitual des de llavors. Va adoptar el seu fill Kirill (nascut el 1968) i li va donar el seu cognom; Kirill es va convertir en artista. Danelia té sis nets.
El 1980, Guiorgui Danelia va sobreviure a una mort clínica després de ser diagnosticat de peritonitis i va passar un any a l'hospital. En els darrers anys, poques vegades va deixar el seu apartament. Segons la seva dona Galina Iurkova-Danelia, feia molts anys que patia una malaltia pulmonar obstructiva crònica.

## Marca comercial
Igual que Leonid Gaidai i Eldar Riazanov, Danelia va coescriure guions a la majoria de les seves pel·lícules (de vegades sense acreditar) i va introduir moltes marques distintives en el procés. Després de Tridtsat tri (1965) Ievgueni Leonov es va convertir en el seu amic íntim i "una encantadora sort". Durant 30 anys, Leonov va aparèixer a totes les pel·lícules dirigides per Danelia, inclosos diversos episodis de Fitil, ja sigui en els papers principals, secundaris o episòdics. També va interpretar el doble paper a Djentlmeni udatxi. La seva última col·laboració va ser Nàstia (1993) estrenada poc abans de la mort de Leonov.
La cançó tradicional russa Al riu, al riu, a l'altra riba, Marusenka es rentava les cames blanques interpretada pel personatge de Leonov a Tridtsat tri també es va convertir en la seva cançó marca. Segons el director, va ser l'única cançó que va poder recordar en aquell moment, i a Leonov li va encantar enormement. Es podia escoltar a totes les pel·lícules de Danelia amb Leonov, a excepció de 'Sovsem propaixtxi.. Però no sempre és fàcil de detectar, ja que és interpretat per persones diferents, en diferents idiomes, fins i tot xiulada.
Moltes de les pel·lícules de Daneliya també van comptar amb el seu amic georgià Vakhtang Kikabidze. El doble paper de Iàkov i Merab Papashvili a Passport també es va escriure pensant en Kikabidze, però els productors francesos van insistir que s'hauria de donar a un actor francès (Gérard Darmon va fer el paper).
Començant per Ne góriui! (1969), totes les pel·lícules de Daneliya també presentaven un misteriós home anomenat R. Khobua que figura a la secció "Crèdits" entre actors episòdics. Rene Khobua era, de fet, un simple constructor georgià que Danelia i Gabriadze van conèixer accidentalment mentre treballaven al guió de Ne góriui!. Van decidir "provar" diferents versions del guió en un espectador habitual que acceptava escoltar-lo. Després d'alguns dies de proves intensives, va resultar que Khobua no entenia res a causa del seu pobre rus i que arribava amb una tasca urgent dels seus empleats, però era massa tímid per esmentar-ho. Danelia va decidir llavors inserir el nom de Khobua en totes les seves pel·lícules posteriors.
Danelia cita regularment les seves pròpies pel·lícules. Per exemple, un home enfadat de Ia xagaiu po Moskve interpretat per Rolan Bíkov xiula una melodia de l'anterior pel·lícula de Danelia, Put k prichalu, mentre es podia escoltar un fragment de la cançó del títol Jo camino pels carrers de Moscou" a Tridtsat tri. El lladre sobrenomenat Kosoi de Djentlmeni udatxi fa una aparició a Nàstia, on també és interpretat per Saveli Kramarov en un dels seus darrers papers. L'eslògan "No és vi, és vinagre" de Ne góriui! va ser repetit més tard per l'únic personatge georgià de Kin-dza-dza!, i la cançó de Sliozi kapali es va poder escoltar a l'última pel·lícula de Danelia Ku! Kin-dza-dza!.

## Filmografia

### Com a director
- Vasisuali Lohankin (Васисуалий Лоханкин) (1958); curt
- Toje liudi (Тоже люди) (1959); curtt
- Sereja (Серёжа) (1960); codirigida Igor Talankin
- Put k prichalu (Путь к причалу) (1962)
- Ia xagaiu po Moskve (Я шагаю по Москве) (1963)
- Tridtsat tri (Тридцать три) (1965)
- Ne góriui! (Не горюй!) (1969)
- Sovsem propaixtxi (Совсем пропащий) (1972)
- Afònia (Афоня) (1975)
- Mimino (Мимино) (1977)
- Marató de tardor (Осенний марафон) (1979)
- Sliozi kapali (Слёзы капали) (1982)
- Kin-dza-dza! (Кин-Дза-Дза!) (1986)
- Passport (Паспорт) (1990)
- Nàstia (Настя) (1993)
- Oriol i reixka (Орёл и Решка) (1995)
- Fortuna (Фортуна) (2000)
- Ku! Kin-dza-dza! (Ку! Кин-дза-дза) (2013)

### Com a guionista
- 1972 – Djentlmeni udatxi (Джентльмены удачи); amb Viktoria Tokareva
- 1988 – Frantsuz (Француз); amb Serguei Bodrov
- 1988 – Privet ot Txarli trubatxa (Привет от Чарли Трубача); amb Serguei Dernov

### Com a actor
- 1942 — Giorgi Saakadze (Георгий Саакадзе) com a noi camperol
- 1951 — Nezabivaemi 1919 god (Незабываемый 1919 год) com a guitarrista
- 1955 — Meksicanets (Мексиканец) com a noi amb guitarra
- 1963 — Ia xagaiu po Moskve (Я шагаю по Москве) com a neteja sabates
- 1969 — Ne góriui! (Не горюй!) com a oficial d'estació
- 1971 — Djentlmeni udatxi (Джентльмены удачи)
- 1977 — Mimino (Мимино) as comandant de l'avió «Tbilissi — Moscou»
- 1979 — Marató de tardor (Осенний марафон) com a Otto Skorzeny
- 1982 — Sliozi kapali (Слёзы капали) com a passatger del tramvia
- 1986 — Kin-dza-dza! (Кин-дза-дза!) com Abradox, governador del planeta Alpha
- 1990 — Passport (Паспорт) com àrab en un ase
- 1993 — Nastya (Настя) com a treballador cultural
- 1995 — Oriol i reixka (Орёл и решка) com a enginyer
- 2000 — Fortuna (Фортуна)
- 2006 — Karnavalnaya noch 2, ili 50 let spustya (Карнавальная ночь-2, или 50 лет спустя) en un cameo
- 2013 — Ku! Kin-dza-dza (Ку! Кин-дза-дза) les veus de Camomile / Diogenes